# Denford
Denford est une paroisse civile et un village du Northamptonshire, en Angleterre.